# Jorge Larrionda
Jorge Larrionda, född 9 mars 1968 är en uruguayansk fotbollsdomare som bland annat dömt i Världsmästerskapet i fotboll 2006.

I VM 2010 i åttondelsfinalen Tyskland vs England dömde han inte mål när Frank Lampard (England) sköt i ribban bollen studsade in och tillbaks i ribban innan målvakten tog den. På reprisbilderna såg man att bollen var minst en halvmeter inne.  
Matcher i VM 2006 som huvuddomare:
- Angola - Portugal (gruppspel)
- Italien - USA (gruppspel)
- Togo - Frankrike (gruppspel)
- Portugal - Frankrike (semifinal) - Fakta om matchen